# Euonymus javanicus
Euonymus javanicus е вид растение от семейство Чашкодрянови (Celastraceae). Има статут на незастрашен вид.

## Разпространение
Среща се в Малайзия и Сингапур.